# Mus setulosus
Mus setulosus é uma espécie de roedor da família Muridae.
Pode ser encontrada nos seguintes países: Benin, Camarões, República Centro-Africana, República do Congo, República Democrática do Congo, Costa do Marfim, Guiné Equatorial, Etiópia, Gabão, Gana, Guiné, Quénia, Libéria, Nigéria, Serra Leoa, Sudão, Togo e Uganda.
Os seus habitats naturais são: florestas secas tropicais ou subtropicais e savanas áridas.